# What We Owe the Future
What We Owe the Future es un libro de 2022 del filósofo y ético escocés William MacAskill, profesor asociado de Filosofía en la Universidad de Oxford. En él aboga por el altruismo eficaz y la filosofía del largoplacismo, que MacAskill define como "la idea de que influir positivamente en el futuro a largo plazo es una prioridad moral clave de nuestro tiempo".: 4  Su argumentación se basa en las premisas de que las personas del futuro cuentan, puede haber muchas y podemos mejorar sus vidas.

## Resumen

### Primera parte: La visión a largo plazo
MacAskill defiende la visión a largo plazo -una postura ética que da prioridad a la mejora del futuro a largo plazo- y propone que podemos mejorar el futuro de dos maneras: "evitando catástrofes permanentes, asegurando así la supervivencia de la civilización; o cambiando la trayectoria de la civilización para mejorarla mientras dure...". En términos generales, garantizar la supervivencia aumenta la cantidad de vida futura; cambiar la trayectoria aumenta su calidad".: 35–36  Según MacAskill, la época actual es una coyuntura crítica: "Pocas personas que vivan tendrán tanto poder para influir positivamente en el futuro como nosotros. Un cambio tecnológico, social y medioambiental tan rápido significa que tenemos más oportunidades de influir en cuándo y cómo se producen los más importantes de estos cambios": 39 
Su argumento a favor del largoplacismo tiene tres premisas: en primer lugar, las personas del futuro cuentan moralmente tanto como las que viven hoy; en segundo lugar, el futuro es inmensamente grande, ya que la humanidad puede sobrevivir durante mucho tiempo, y puede haber muchas más personas vivas en un momento dado; y en tercer lugar, el futuro podría ser muy bueno o muy malo, y nuestras acciones pueden afectar a lo que será.

### Segunda parte: Cambios de trayectoria
Para mejorar el futuro, MacAskill investiga cómo el cambio moral y la fijación de valores pueden constituir cambios de trayectoria a largo plazo para la civilización. Sugiere que los valores morales y culturales son maleables, contingentes y potencialmente duraderos: si se repitiera la historia, los valores globales dominantes podrían ser muy diferentes de los de nuestro mundo; por ejemplo, la abolición de la esclavitud podría no haber sido moral ni económicamente inevitable.: 70  MacAskill advierte de un posible bloqueo de valores "un acontecimiento que hace que un único sistema de valores... persista durante un tiempo extremadamente largo": 78  que, en su opinión, puede ser consecuencia de los avances tecnológicos, en particular del desarrollo de la inteligencia general artificial.: 80–86 

### Tercera parte: Salvaguardar la civilización
A continuación, MacAskill explora cómo proteger a la humanidad de los riesgos de extinción, colapso irrecuperable de la civilización y estancamiento tecnológico a largo plazo. Sostiene que las amenazas más graves de extinción humana las plantean los patógenos artificiales y la inteligencia artificial general desajustada. También analiza varias causas potenciales del colapso de la civilización, como el cambio climático extremo, el agotamiento de los combustibles fósiles y el invierno nuclear provocado por una guerra nuclear, y concluye que la civilización parece muy resistente y que es probable que se recupere tras el colapso.: 127–142  MacAskill aborda a continuación los riesgos de un estancamiento tecnológico y económico duradero. Aunque considera improbable un estancamiento indefinido, " parece totalmente plausible que podamos estancarnos durante cientos o miles de años".: 144  Desde una perspectiva a largo plazo, esto importa principalmente porque el estancamiento a largo plazo hace más probable la extinción o el colapso, y porque la sociedad que surja tras el periodo de estancamiento puede guiarse por peores valores que la sociedad actual.

### Cuarta parte: Evaluar el fin del mundo
El libro también analiza lo malo que sería el fin de la humanidad, que depende de si el futuro será bueno o malo según las expectativas y de si es moralmente bueno que nazcan personas felices, una cuestión clave en la ética de la población. Concluye con optimismo que el futuro será probablemente positivo en conjunto, en parte porque las personas del futuro están asimétricamente motivadas para provocar cosas buenas en lugar de cosas malas.: 218  También afirma que impedir que las personas del futuro lleguen a existir es una pérdida moral si sus vidas fueran suficientemente buenas, lo que le lleva a concluir que "la extinción temprana de la raza humana sería una tragedia verdaderamente enorme".: 189, 193 

### Quinta parte: Pasar a la acción
La última parte del libro detalla cómo elegir los problemas en los que centrarse, junto con lo que la gente puede hacer para pasar a la acción. En ámbitos como el cambio climático, el agotamiento de los combustibles fósiles, la bioseguridad, la preparación ante pandemias y las catástrofes, la gente puede emprender "acciones sólidamente buenas", como la investigación y la defensa, para ayudar. : 291 Mientras tanto, para cuestiones con más incógnitas, como la reducción del riesgo de AGI y la prevención de guerras entre grandes potencias, debería darse prioridad a la creación de opciones y al aprendizaje.: 292–294 
Para el individuo, MacAskill hace hincapié en la importancia del trabajo profesional, escribiendo que "con diferencia, la decisión más importante que tomará, en términos del impacto de su vida, es la elección de su carrera".: 234  Destaca 80.000 Horas, una organización sin ánimo de lucro que ayudó a cofundar, que lleva a cabo investigaciones y proporciona asesoramiento sobre qué carreras tienen el mayor impacto positivo, especialmente desde una perspectiva a largo plazo. También argumenta que las donaciones a causas y organizaciones eficaces a largo plazo son mucho más impactantes que cambiar nuestro consumo personal.: 232 

### Recepción crítica
What We Owe the Future ha recibido cobertura en The New Yorker,NPR, The Ezra Klein Show, The Bookseller y New York Magazine. MacAskill ha publicado adaptaciones de la tesis central del libro en Foreign Affairs, The New York Times y la BBC.
La crítica de Publishers Weekly describió el libro positivamente: "MacAskill ofrece un análisis arrollador de los peligros contemporáneos que sondea con maestría las intersecciones de la tecnología, la ciencia y la política, al tiempo que ofrece fascinantes vislumbres de los posibles futuros de la humanidad. Esta urgente llamada a la acción inspirará e inquietará a partes iguales". La crítica de Kirkus Reviews también fue favorable: "Con algo para reflexionar en cada página, una vigorizante exhortación a hacer lo correcto por la gente de los siglos venideros". Kieran Setiya escribe en Boston Review que "es un libro instructivo e inteligente... Pero una aritmética moral no es más que una forma de hacer las cosas". Pero una aritmética moral es tan buena como sus axiomas. Espero que los lectores se acerquen al longtermismo con la amplitud de miras y el juicio moral que MacAskill quiere que conservemos. "En The Guardian, Oliver Burkeman hace una crítica muy favorable del libro y lo califica como “el libro más inspirador sobre la "vida ética" que he leído nunca".
El libro What We Owe The Future, y el movimiento del altruismo efectivo en general, fueron objeto de un artículo de portada para la revista TIME escrito por Naina Bajekal, quien afirma que "todas las vidas por venir... podrían ser mucho mejores y más ricas en significado, o mucho peores. Si eso depende de lo que todos hagamos en las próximas décadas, no sé exactamente cómo ayudar a garantizar que nuestras acciones sean para mejor. Pero si el futuro puede ser tan vasto y bueno como piensa MacAskill, parece que merece la pena intentarlo".
En una crítica a la llamada "cosmovisión cuasi religiosa del largoplacismo", Salon hizo una crítica negativa del libro: "Uno debe preguntarse, cuando MacAskill pregunta implícitamente "¿Qué le debemos al futuro?' de qué futuro está hablando. ¿El futuro de los pueblos indígenas? ¿El futuro de los casi 2.000 millones de musulmanes del mundo? ¿El futuro del Sur Global?". La reseña de Barton Swaim para The Wall Street Journal también fue negativa: "Pocas veces he leído un libro de un intelectual supuestamente importante más repleto de perogrulladas altisonantes, analogías ridículas y complejas discusiones que no llevan a ninguna parte. No importa lo que le debamos al futuro; ¿qué le debe un autor a sus lectores? En este caso, una disculpa".

## Publicación
What We Owe the Future fue publicado por primera vez en Estados Unidos por Basic Books en agosto de 2022, junto con una versión en audiolibro, narrada por William MacAskill y publicada por Recorded Books. Una edición, con el subtítulo "A Million-Year View", fue publicada en el Reino Unido por Oneworld Publications en septiembre del mismo año.